# Молла Фенари
Шемсюдди́н-и Фенари (тур. Şemseddin Fenari) — шейх-уль-ислам Османской империи, был османским логиком, исламским богословом, исламским юристом и философом-мистиком в школе Ибн Араби.

## Биография
История семьи Фенари и его место рождения не известны. Его нисба, «Фанари», по-разному объясняется в источниках. Она может быть либо связана с городом в Мавераннахре, либо с городом недалеко от Бурсы в Анатолии, либо с профессией его отца — производителя ламп. Шемсюддин учился у Мевлана Алауддина Эсведа, Джемаледдина Аксарайя, Хамидуддина-и Кайсера. Он отправился в Египет, который тогда находился под властью Мамлюкского султаната, чтобы изучать юриспруденцию Ханафи при Экмеледдине эль-Баберти. Османский султан Баязид I впоследствии назначил Фенари судьей (кадием) Бурсы в 1390 году. Смерть Баязида I спровоцировала гражданскую войну, в результате которой Фенари покинул страну, после чего он читал лекции в Египте и в Хиджазе (ныне Саудовская Аравия). В 1421 году Мурад II взошел на престол как шестой османский султан и призвал Фенари к себе во дворец. Мурад назначил его Шейх-уль-Исламом в 1424 году, эту должность он занял в дополнение к своим другим должностям профессора и судьи. Он сохранил все три должности до конца своей жизни в Бурсе в 1431 году.
За свою карьеру он специализировался на логике и юриспруденции. Его работы по логике были известны во всем исламском мире. Некоторые из его основных работ:
- Сарх аль-Исагуджи или Аль-Феваид аль-Фенарийе: Комментарий к знаменитому Исагуджи фи аль-Мангику Асируддина аль-Абхари.
- Miṣbāḥ al-Uns: Комментарий к Miftāḥ al-Ghayb Садра аль-Дина аль-Кунави.
- Fuṣūl al-Badāʼiʻfi uṣūl al-Sharāʼi: работа в «Uṣūl al-fiqh» («Принципы исламской юриспруденции»).
- Unmudhaj al-ulum, который в некоторых источниках был приписан Мухаммеду ибн Хамзе аль-Фенари, на самом деле был создан его сыном Мухаммедом Шахом аль-Фенари.